# Pleurota gallicella
Pleurota gallicella is een vlinder uit de familie sikkelmotten (Oecophoridae). De wetenschappelijke naam is voor het eerst geldig gepubliceerd in 1995 door Huemer & Luquet.
De soort komt voor in Europa.